# حبيل قاسم (الملاح)

تعديل مصدري - تعديل

حبيل قاسم هي إحدى قرى عزلة الملاح بمديرية الملاح التابعة لمحافظة لحج، بلغ تعداد سكانها 112 نسمة حسب تعداد اليمن لعام 2004.